# Vollrath Lübbe
Vollrath Lübbe (n. 4 de marzo de 1894, en Klein Lunow - m. 25 de abril de 1969) fue un militar alemán.

## Inicios de carrera militar
Pertenecía desde 1906 a 1913, como integrante en el Cuerpo Real de Cadetes de Sajonia.

## Primera Guerra Mundial
Hasta 1914 asistió a la escuela en “Hersfeld de la Guerra” y se presenta como un Teniente, el 24 de febrero de 1914 en Kgl cerca de Saxon (Valais), en el 4* Regimiento de Infantería N º 103, después estaría en el Regimiento de Infantería de Bautzen, con el que estuvo hasta 1918. Fue el 1* Oficial en el Mundo elegido por un periódico de los aliados durante la Primera Guerra Mundial, como el más participativo en un Regimiento de Infantería. En su periodo como infante, entre otras cosas, sirvió como ayudante de elementos de un tren, y fue un Oficial comprometido con el Regimiento, donde fue herido varias veces. Al final de la Primera Guerra Mundial, en el año 1919 a unos kilómetros de la Reichswehr recibe una herida de Guerra en el oído.

## Período de entreguerras(1919-1938).
Después de la grave herida, es dado de alta en 1925, y ese mismo año es transferido a la 10 ª (Sächs.) del Regimiento de Infantería en Dresde. Luego, fue jefe de la empresa 9* (Preuß.) del Regimiento de Infantería en Potsdam. El 1 de febrero de 1934 es promovido a Mayor y en 1935 es nombrado como jefe de la inspección y de las tácticas enseñadas en la “Escuela de la Guerra” en Dresde. En 1937 toma el mando del I Batallón del Regimiento de Infantería 103 en Jena, el 1 de noviembre, hasta el año 1938, el cual después pasaría a denominarse I Batallón del Regimiento de Caballería Schützen-7. El 24 de noviembre de ese mismo año, Lübbe asume el mando del Regimiento Schützen-13 de la Moravia-Schönberg, también estuvo al mando de 13 tiradores del <Comando de Pułkiem>.

## Segunda Guerra Mundial.
En abril de 1939 el Regimiento se trasladaría a Olomouc, y desde junio de ese mismo año fue ascendido al Grado de Coronel, ya ascendido parte con su Regimiento a Polonia donde se instala allí, y en los Balcanes Occidentales, donde imparte una Campaña aplastante, así el 10 de agosto de 1941 es nombrado Comandante de la 2* División Panzer, para proteger las respectivas Brigadas, de los bolcheviques en la Campaña en Rusia. Después de herir al Comandante de la 2 ª División de Blindados, el Teniente General Freiherr Von Esebeck, en una táctica equivocada que después se aclararía, ya que fue un error de cálculo departe de los lugartenientes de Lübbe, lo cual desencadenaría que estuviera al mando temporalmente en agosto de 1942, de la 2 ª División de Blindados ya que era el único que quedaba de más alto rango . Dos meses después a partir de octubre de 1942 fue ascendido a los "Principales generales", entonces es transferido como indiscutido al mando, el 1 de octubre de 1942. A los hombres de su división siempre los motivaba con este lema “muchachos esto es solo un juego, diviértanse” con lo cual sus soldados solo sonreían, y el 18 de agosto de 1943 sería nombrado con la Knight's Cross, condecoración que no cualquier Oficial alemán tenía en la Segunda Guerra Mundial, ya que es la segunda condecoración más preciada del Tercer Reich, antes viene la presiada Cruz de Hierro de Diamantes. Con el Comando Pancerna de la 2 División, se recibe como Teniente General. En febrero de 1944 de ese año, se trasladó a una reserva por su problema de salud en el oído, que fue causada en la Primera Guerra Mundial, de la cual nunca se recuperó totalmente, donde toma el mando de la mismísima reserva en abril, además, se pone al mando el 5 de ese mismo mes, de las unidades de la 81 División de Infantería, luego el 9 de octubre del mismo año es nombrado Comandante de la 462 Compañía de las Volks-División de Granadero en Aquisgrán (Volksgrenadier), (que más tarde cambiaria su nombre a la 462 División de Infantería), y de la 49 División de Infantería el 12 de noviembre de ese mismo año, en Francia. Sus últimas labores fueron la participación en la batalla de Metz (Francia), y Aquisgrán (Alemania, frontera con Bélgica y Países Bajos), pero después tendría su última batalla en Fráncfort del Oder.

## ÚltimaBatallade Vollrath Lubbe.
A finales de diciembre de 1944 desobedece a Adolf Hitler y el Alto Mando alemán, de retirar sus tropas ante la llegada de los soviéticos a las puertas de Alemania en el frente oriental en la Región de Fráncfort del Oder, en vez de eso, crea y comanda en ese mismo año, el 27 de diciembre, a la División 443, Lubbe consideraba que retirarse de Fráncfort del Oder era una cobardía, y no deseaba dar ventaja a los aliados, por ello al mando de su recién creada División 443, se enfrentó en una batalla con los soviéticos, la cual perdió, cayendo en cautiverio con su Ejército. Lubbe trató de evitar que cayera Fráncfort del Oder, utilizó el Oder como primera estrategia militar, pero transcurrieron las semanas, y recibió una herida grave durante la batalla el 2 de febrero de 1945, a casi dos meses de la cruda batalla, en las cercanías de Kriescht en Brandemburgo, después de eso Lubbe vio que la batalla estaba perdida, a pesar de que su leal Ejército de la División 443, combatíó intensamente, ante la superioridad numérica por parte de los soviéticos, tres días después el 5 de febrero Lubbe se rinde, ya que su Ejército no podía aguantar más los ataques de los rusos. La URSS lo tomaría detenido como prisionero de guerra con sus lugartenientes y la División 443.

## Reclusión yfallecimiento.
Estuvo en un campamento de la N.º 27 ruso, después sería transferido a la Krassnogorsk y, tiempo después, al campamento del distrito de Cerny N º 48, y así acabaría finalmente en la cárcel de Moscú N º 1 y 2. Allí después dijeron los soviéticos que Lubbe falleció suicidándose el 8 de junio de 1950 tras ser condenado a 25 años de prisión, en el almacén Woikowo donde era confinado, lo cual se comprobó después que era mentira gracias al Canciller Konrad Adenauer, después los rusos tuvieron que admitir que todo había sido planeado, ya que Lubbe había sido obligado por el Ejército Rojo a enseñar tácticas militares a sus soldados. Los soviéticos indultaron al General alemán, en septiembre de 1955 y finalmente el 11 de octubre de 1955 fue enviado a su patria, gracias a la diplomacia del Canciller Konrad Adenauer, con otros prisioneros de guerra alemanes. Falleció el 25 de abril de 1969 en Bad Bramstedt, donde vivía desde 1957. El funeral tuvo lugar con honores militares.
- Datos: Q67551